# Frecuencia cardíaca

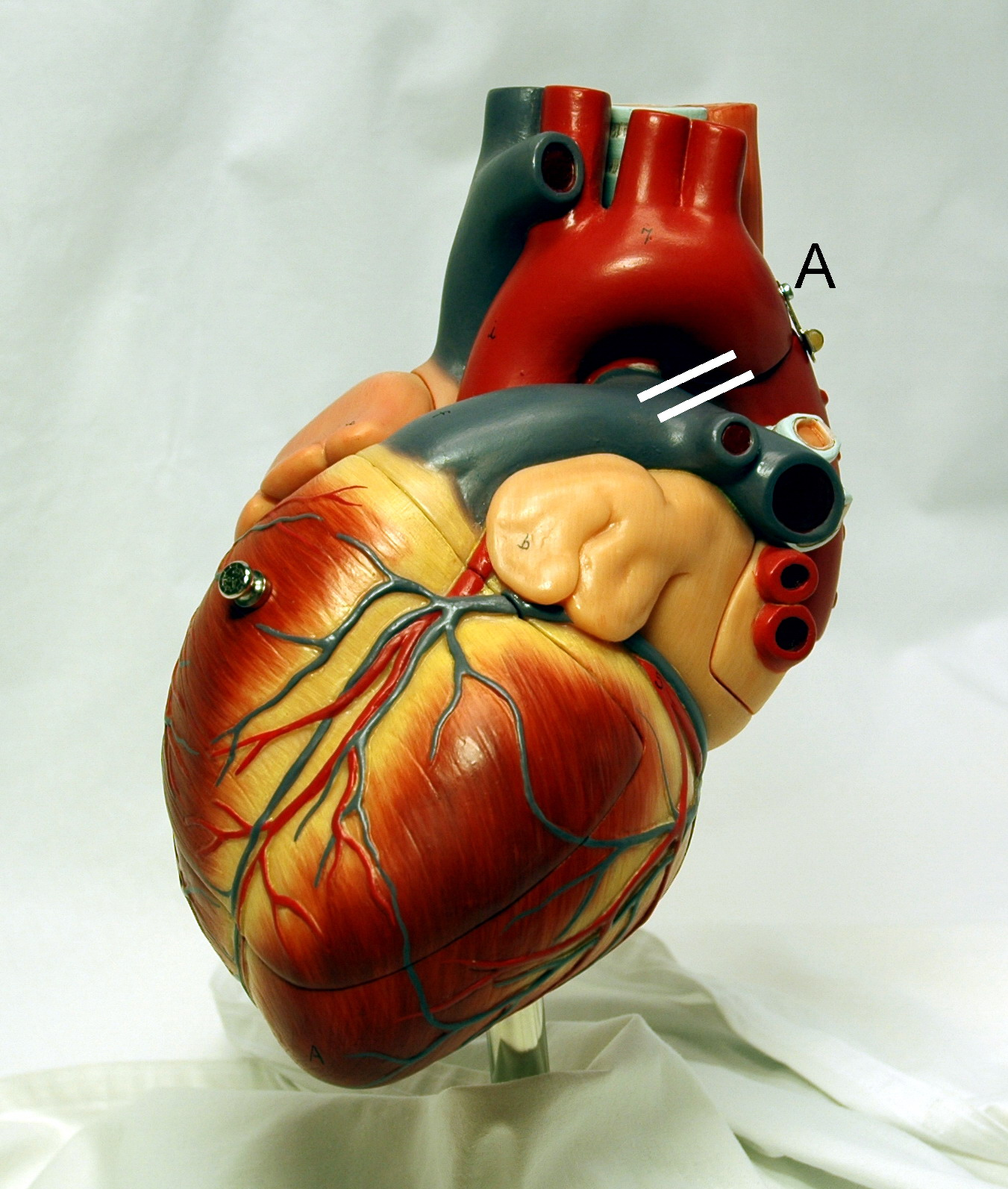
Modelo de corazón humano.

La frecuencia cardíaca es el número de contracciones del corazón o de pulsaciones  por unidad de tiempo. 
Se mide en condiciones bien determinadas (de reposo o de actividad) y se expresa en pulsaciones por minuto a nivel de las arterias periféricas y en latidos por minuto (lat/min) a nivel del corazón. La medición del pulso se puede detectar en distintos puntos, pero generalmente se mide en la muñeca, en el cuello o en el tórax.
Según la definición que da la física, la frecuencia de un hecho o suceso cíclico es el número de veces que se repite el suceso dentro de la unidad de tiempo utilizada:
{\displaystyle f={\frac {n\ veces}{T}}}
Por lo tanto, como el evento cíclico que se mide aquí para el corazón es el número de los latidos y el intervalo de tiempo utilizado para la medición es un minuto, la fórmula queda así: 
{\displaystyle f={\frac {n\ latidos}{minuto}}}
Se toma generalmente con la persona en reposo: sentada, o acostada. 

## Frecuencia cardíaca en reposo
La frecuencia cardíaca en reposo depende de factores genéticos, del estado físico, del estado psicológico, de las condiciones ambientales, de la postura, de la edad y del sexo. Se toma generalmente con la persona en reposo: sentada, o acostada. En un adulto sano, en reposo, el pulso suele hallarse en el rango de los 60-100 latidos por minuto. Durante el ejercicio físico el rango puede aumentar a 150-200 latidos por minuto y durante el sueño puede bajar de 60 latidos por minuto.

## Frecuencia cardíaca y actividad física
La frecuencia cardíaca máxima  es un límite teórico que corresponde al máximo de pulsaciones que se alcanza en una prueba de esfuerzo sin comprometer la salud. Esta frecuencia cardiaca máxima varía con la edad y depende del sexo de la persona.

### Ecuación para predecir la frecuencia cardíaca máxima
Se han propuesto diversas ecuaciones predictoras de la FCmáx  y la más conocida de ellas es la expresión propuesta en la década de 1970, a saber:
La fórmula para calcularla es: (220 - la edad del sujeto)
| Hombre | 220 - edad (en años) |
| Mujer  | 215 - edad (en años) |

Sin embargo,  se trata de una ecuación  con limitaciones puesto que se estableció a partir de sujetos menores de 55 años.

### Ecuaciones más modernas
En 2015, para predecir la FCmáx  se proponen ecuaciones más seguras, como por ejemplo:
|        | FCmáx                       |
| hombre | 208,7-(0,73 * edad en años) |
| mujer  | 208,1-(0,77 * edad en años) |

o como:
| sexo   | FCmáx                                                    |
| ------ | -------------------------------------------------------- |
| hombre | [(210 - (0,5 * edad en años)) - (0,01 * peso en kg) + 4] |
| mujer  | [(210 - (0,5 * edad en años)) - (0,01 * peso en kg)]     |

La cifra resultante representa el número máximo de veces que el corazón debería latir por minuto al realizar un esfuerzo físico breve pero muy intenso.

## Frecuencia cardíaca de esfuerzo o submáxima
Es la que se toma mientras el sujeto realiza un ejercicio dinámico tal que produce los niveles más altos de demanda de oxígeno, por ejemplo al realizar una prueba de esfuerzo. Para determinar la frecuencia cardíaca de esfuerzo o frecuencia cardíaca submáxima se debe multiplicar la cifra obtenida en las ecuaciones anteriores por 0,7 y 0,85.

Esquema de un electrocardiograma normal.

## Actividad física con frecuencia cardíaca submáxima
Se considera que mantener por 32-45 minutos esta frecuencia, durante una actividad física de carácter aeróbico, obliga al organismo a utilizar sobre todo la grasa corporal como combustible. La realización de una actividad física con esta al menos tres veces a la semana es una estrategia que contribuye al mantenimiento del peso corporal deseable.[cita requerida] El control de la intensidad del ejercicio es muy simple dado que se logra calculando la frecuencia cardíaca submaxima que corresponde a la edad y sexo del sujeto.

## Uso del pulso en la medición de la presión arterial
Con independencia de la técnica de medición de la presión arterial, para evitar errores y para que los valores obtenidos sean comparables se recomienda proceder de acuerdo con la siguiente secuencia:
1. La frecuencia cardíaca se medirá en pulsaciones por minuto a nivel de las arterias periféricas y en latidos por minuto (lat/min) a nivel del corazón; esto se hará en reposo, en un lugar con una temperatura ambiente de entre 20 y 24 °C y con el paciente sentado.
2. La medición de la frecuencia cardíaca por contacto físico se efectuará un minuto antes de la medición de la presión arterial.Variación de presión en el ventrículo izquierdo (línea azul) y la aorta (línea roja) en dos ciclos cardíacos («latidos del corazón»), que muestra la definición de presión arterial sistólica y diastólica.[11]

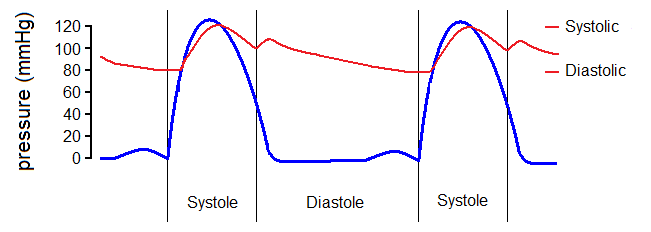
Variación de presión en el ventrículo izquierdo (línea azul) y la aorta (línea roja) en dos ciclos cardíacos («latidos del corazón»), que muestra la definición de presión arterial sistólica y diastólica.

3. Se repetirá dos veces la medición durante un minuto y se calculará el valor promedio.